# Pärjänlatvalampi
Pärjälatvalampi eller Pärjänlatvalampi är en sjö i Finland. Den ligger i kommunen Taivalkoski i landskapet Norra Österbotten, i den norra delen av landet, 600 km norr om huvudstaden Helsingfors. Pärjänlatvalampi ligger 290,8 meter över havet. Arean är 17,7 hektar och strandlinjen är 1,93 kilometer lång. Sjön  ingår i Ijo älvs huvudavrinningsområde. 